# Galt (distrikt)
Galt (mongoliska: Галт сум, Галт) är ett distrikt i Mongoliet.   Det ligger i provinsen Chövsgöl, i den centrala delen av landet, 500 km väster om huvudstaden Ulaanbaatar.